# PowerCD

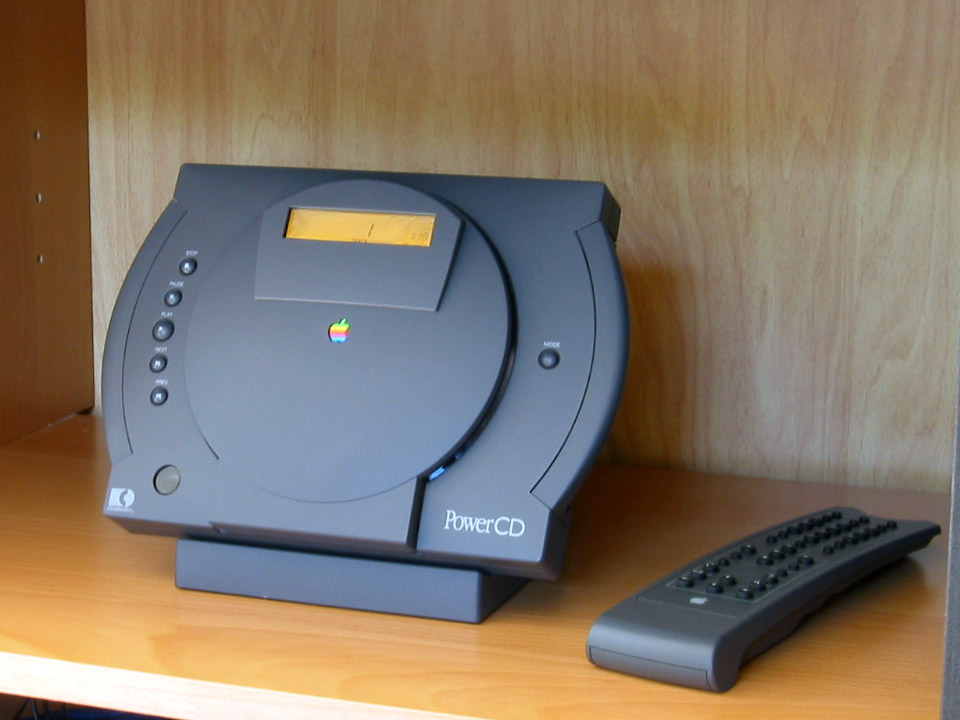
一台Apple PowerCD與遙控器

Apple PowerCD是首款由蘋果電腦銷售的光碟播放器，售價499美元，於1993年開始發行並於數年後停產。PowerCD是貼牌自飛利浦設計的產品，另額外附加了蘋果的揚聲器與一個遙控器。PowerCD可讀取柯達的Photo CD、資料光碟與音頻光碟，另可經由SCSI連接麥金塔個人電腦，亦可連接立體聲系統與電視。現時PowerCD由於相當地罕有而成為收藏品。

## 外部連結
- Mac Guides
- popcorn.cx - Apple PowerCD（页面存档备份，存于）
- Apple.com - U.S. obsolete products
- Apple PowerCD（日語）
- Apple/PHILIPS CDP/PowerCD（日語）